# Список автоголів, забитих на чемпіонатах світу з футболу
Нижче наведено список автоголів, які було забито під час чемпіонатів світу з футболу, не враховуючи кваліфікаційні етапи.

## Визначні голи
- Перший автогол: Мануель Росас, Мексика проти Чилі, 1930.
- Найшвидший автогол, який призвів до поразки 0–1: Карлос Гамарра, 3-тя хвилина, Парагвай проти Англії, 2006.
- Найпізніший автогол і єдиний автогол у додатковий час: Джиммі Дікінсон, 94-та хвилина, Англія проти Бельгії, 1954.
- Турнір з найбільшою кількістю автоголів: 1998, 6 автоголів.
- Найбільша кількість автоголів однієї збірної, за весь час: Болгарія, Мексика та Іспанія забивали по три автоголи за всі турніри. Болгарія єдина команда, яка забила два автоголи за один турнір (1966).
- Найбільша кількість автоголів проти команди, за весь час: Німеччина та Італія, по 4 автоголи в матчах проти них.
- Єдиний матч з двома автоголами: США проти Португалії, 2002. Жорже Кошта з Португалії забив за США, американець Джефф Агус — за Португалію. Відомі також два випадки, коли було забито два автоголи в один день. 21 червня 1978 Ерні Брандтс з Нідерландів забив за Італію, а німець Берті Фогтс — за Австрію (матчі почалися одночасно). 10 червня 1998 шотландець Том Бойд забив за Бразилію в матчі-відкритті, а Юссеф Шиппо з Марокко — за Норвегію (матчі почались в різний час).
- Нідерландець Ерні Брандтс — єдиний гравець, який забив два м'ячі за різні команди в одному матчі. 1978 року він спочатку забив за Італію, а потім зрівняв рахунок, відзначившись вже у воротах апенінців. Нідерланди виграли гру з рахунком 2–1.
- Тринідад і Тобаго єдина команда за всі чемпіонати, яка забила більше автоголів, ніж у ворота суперників. У своїй єдиній участі 2006 року острів'яни відзначились автоголом у матчі з Парагваєм, у той же час не забили у ворота суперників жодного.

## Список автоголів
| Автогол | Гравець             | Час   | Команда              | Гол | Результат матчу | Суперник   | Турнір                         | Раунд                       | Дата           | Протокол |
| ------- | ------------------- | ----- | -------------------- | --- | --------------- | ---------- | ------------------------------ | --------------------------- | -------------- | --- |
| 1.      | Мануель Росас       | 51'   | Мексика              | 0–2 | 0–3             | Чилі       | 1930, Уругвай                  | Перший раунд                | 16 липня 1930  | http://www.fifa.com/worldcup/archive/edition=1/results/matches/match=1095/report.html [Архівовано 24 грудня 2013 у Wayback Machine.]                     |
| 2.      | Ернст Лерчер        | 22'   | Швейцарія            | 0–2 | 4–2             | Німеччина  | 1938, Франція                  | Перший раунд (перегравання) | 9 червня 1938  | http://www.fifa.com/worldcup/archive/edition=5/results/matches/match=1166/report.html [Архівовано 28 березня 2013 у Wayback Machine.]                    |
| 3.      | Свен Якобссон       | 19'   | Швеція               | 1–1 | 1–5             | Угорщина   | 1938, Франція                  | Півфінал                    | 16 червня 1938 | http://www.fifa.com/worldcup/archive/edition=5/results/matches/match=1176/report.html [Архівовано 24 червня 2012 у Wayback Machine.]                     |
| 4.      | Хосе Парра          | 15'   | Іспанія              | 0–1 | 1–6             | Бразилія   | 1950, Бразилія                 | Фінальний раунд             | 13 липня 1950  | http://www.fifa.com/worldcup/archive/edition=7/results/matches/match=1186/report.html [Архівовано 3 грудня 2013 у Wayback Machine.]                      |
| 5.      | Джиммі Дікінсон     | 94'   | Англія               | 4–4 | 4–4 (дч)        | Бельгія    | 1954, Швейцарія                | Перший раунд                | 17 червня 1954 | http://www.fifa.com/worldcup/archive/edition=9/results/matches/match=1240/report.html [Архівовано 24 січня 2009 у Wayback Machine.]                      |
| 6.      | Рауль Карденас      | 46'   | Мексика              | 0–2 | 2–3             | Франція    | 1954, Швейцарія                | Перший раунд                | 19 червня 1954 | http://www.fifa.com/worldcup/archive/edition=9/results/matches/match=1275/report.html [Архівовано 26 березня 2013 у Wayback Machine.]                    |
| 7.      | Івиця Хорват        | 9'    | Югославія            | 0–1 | 0–2             | ФРН        | 1954, Швейцарія                | Чвертьфінал                 | 27 червня 1954 | http://www.fifa.com/worldcup/archive/edition=9/results/matches/match=1285/report.html [Архівовано 27 березня 2013 у Wayback Machine.]                    |
| 8.      | Луїс Крус           | 59'   | Уругвай              | 1–2 | 1–3             | Австрія    | 1954, Швейцарія                | Матч за 3-тє місце          | 3 липня 1954   | http://www.fifa.com/worldcup/archive/edition=9/results/matches/match=1239/report.html [Архівовано 5 лютого 2013 у Wayback Machine.]                      |
| 9.      | Іван Вуцов          | 17'   | Болгарія             | 0–1 | 0–3             | Португалія | 1966, Англія                   | Перший раунд                | 16 липня 1966  | http://www.fifa.com/worldcup/archive/edition=26/results/matches/match=1602/report.html [Архівовано 8 березня 2013 у Wayback Machine.]                    |
| 10.     | Іван Давидов        | 43'   | Болгарія             | 1–1 | 1–3             | Угорщина   | 1966, Англія                   | Перший раунд                | 20 липня 1966  | http://www.fifa.com/worldcup/archive/edition=26/results/matches/match=1599/report.html [Архівовано 17 вересня 2012 у Wayback Machine.]                   |
| 11.     | Хав'єр Гусман       | 25'   | Мексика              | 1–1 | 1–4             | Італія     | 1970, Мексика                  | Чвертьфінал                 | 14 червня 1970 | http://www.fifa.com/worldcup/archive/edition=32/results/matches/match=1882/report.html [Архівовано 13 березня 2013 у Wayback Machine.]                   |
| 12.     | Колін Каррен        | 58'   | Австралія            | 0–1 | 0–2             | НДР        | 1974, Західна Німеччина        | Перший раунд                | 14 червня 1974 | http://www.fifa.com/worldcup/archive/edition=39/results/matches/match=1955/report.html [Архівовано 27 березня 2013 у Wayback Machine.]                   |
| 13.     | Роберто Перфумо     | 35'   | Аргентина            | 1–1 | 1–1             | Італія     | 1974, Західна Німеччина        | Перший раунд                | 19 червня 1974 | http://www.fifa.com/worldcup/archive/edition=39/results/matches/match=1949/report.html [Архівовано 18 березня 2013 у Wayback Machine.]                   |
| 14.     | Рууд Крол           | 78'   | Нідерланди           | 3–1 | 4–1             | Болгарія   | 1974, Західна Німеччина        | Перший раунд                | 23 червня 1974 | http://www.fifa.com/worldcup/archive/edition=39/results/matches/match=1990/report.html [Архівовано 27 березня 2013 у Wayback Machine.]                   |
| 15.     | Андранік Ескандарян | 43'   | Іран                 | 0–1 | 1–1             | Шотландія  | 1978, Аргентина                | Перший раунд                | 7 червня 1978  | http://www.fifa.com/worldcup/archive/edition=50/results/matches/match=2408/report.html [Архівовано 15 жовтня 2007 у Wayback Machine.]                    |
| 16.     | Ерні Брандтс        | 18'   | Нідерланди           | 0–1 | 2–1             | Італія     | 1978, Аргентина                | Другий раунд                | 21 червня 1978 | http://www.fifa.com/worldcup/archive/edition=50/results/matches/match=2391/report.html [Архівовано 15 червня 2010 у Wayback Machine.]                    |
| 17.     | Берті Фогтс         | 59'   | ФРН                  | 1–1 | 2–3             | Австрія    | 1978, Аргентина                | Другий раунд                | 21 червня 1978 | http://www.fifa.com/worldcup/archive/edition=50/results/matches/match=2217/report.html [Архівовано 21 листопада 2013 у Wayback Machine.]                 |
| 18.     | Йозеф Бармош        | 66'   | Чехословаччина       | 0–2 | 0–2             | Англія     | 1982, Іспанія                  | Перший раунд                | 20 червня 1982 | http://www.fifa.com/worldcup/archive/edition=59/results/matches/match=889/report.html [Архівовано 23 січня 2013 у Wayback Machine.]                      |
| 19.     | Ласло Дайка         | 73'   | Угорщина             | 0–5 | 0–6             | СРСР       | 1986, Мексика                  | Перший раунд                | 2 червня 1986  | http://www.fifa.com/worldcup/archive/edition=68/results/matches/match=610/report.html [Архівовано 13 лютого 2013 у Wayback Machine.]                     |
| 20.     | Чо Гван Ре          | 82'   | Південна Корея       | 1–3 | 2–3             | Італія     | 1986, Мексика                  | Перший раунд                | 10 червня 1986 | http://www.fifa.com/worldcup/archive/edition=68/results/matches/match=643/report.html [Архівовано 24 березня 2013 у Wayback Machine.]                    |
| 21.     | Андрес Ескобар      | 35'   | Колумбія             | 0–1 | 1–2             | США        | 1994, США                      | Перший раунд                | 22 червня 1994 | http://www.fifa.com/worldcup/archive/edition=84/results/matches/match=3063/report.html [Архівовано 13 лютого 2013 у Wayback Machine.]                    |
| 22.     | Том Бойд            | 74'   | Шотландія            | 1–2 | 1–2             | Бразилія   | 1998, Франція                  | Перший раунд                | 10 червня 1998 | http://www.fifa.com/worldcup/archive/edition=1013/results/matches/match=4000/report.html [Архівовано 24 березня 2013 у Wayback Machine.]                 |
| 23.     | Юссеф Шиппо         | 46'   | Марокко              | 1–1 | 2–2             | Норвегія   | 1998, Франція                  | Перший раунд                | 10 червня 1998 | http://www.fifa.com/worldcup/archive/edition=1013/results/matches/match=8725/report.html [Архівовано 3 березня 2013 у Wayback Machine.]                  |
| 24.     | П'єр Ісса           | 77'   | ПАР                  | 0–2 | 0–3             | Франція    | 1998, Франція                  | Перший раунд                | 12 червня 1998 | http://www.fifa.com/worldcup/archive/edition=1013/results/matches/match=8730/report.html [Архівовано 27 березня 2013 у Wayback Machine.]                 |
| 25.     | Андоні Субісаррета  | 73'   | Іспанія              | 2–2 | 2–3             | Нігерія    | 1998, Франція                  | Перший раунд                | 13 червня 1998 | http://www.fifa.com/worldcup/archive/edition=1013/results/matches/match=8731/report.html [Архівовано 3 березня 2013 у Wayback Machine.]                  |
| 26.     | Синиша Михайлович   | 72'   | Югославія            | 2–1 | 2–2             | Німеччина  | 1998, Франція                  | Перший раунд                | 21 червня 1998 | http://www.fifa.com/worldcup/archive/edition=1013/results/matches/match=8753/report.html [Архівовано 14 лютого 2013 у Wayback Machine.]                  |
| 27.     | Георгі Бачев        | 88'   | Болгарія             | 1–5 | 1–6             | Іспанія    | 1998, Франція                  | Перший раунд                | 24 червня 1998 | http://www.fifa.com/worldcup/archive/edition=1013/results/matches/match=8761/report.html [Архівовано 28 березня 2013 у Wayback Machine.]                 |
| 28.     | Жорже Кошта         | 29'   | Португалія           | 0–2 | 2–3             | США        | 2002, Південна Корея та Японія | Перший раунд                | 5 червня 2002  | http://www.fifa.com/worldcup/archive/edition=4395/results/matches/match=43950016/report.html [Архівовано 3 березня 2013 у Wayback Machine.]              |
| 29.     | Джефф Агус          | 71'   | США                  | 3–2 | 3–2             | Португалія | 2002, Південна Корея та Японія | Перший раунд                | 5 червня 2002  | http://www.fifa.com/worldcup/archive/edition=4395/results/matches/match=43950016/report.html [Архівовано 3 березня 2013 у Wayback Machine.]              |
| 30.     | Карлес Пуйоль       | 10'   | Іспанія              | 0–1 | 3–1             | Парагвай   | 2002, Південна Корея та Японія | Перший раунд                | 7 червня 2002  | http://www.fifa.com/worldcup/archive/edition=4395/results/matches/match=43950022/report.html [Архівовано 13 лютого 2013 у Wayback Machine.]              |
| 31.     | Карлос Гамарра      | 3'    | Парагвай             | 0–1 | 0–1             | Англія     | 2006, Німеччина                | Перший раунд                | 10 червня 2006 | http://www.fifa.com/worldcup/archive/germany2006/results/matches/match=97410003/report.html [Архівовано 13 лютого 2013 у Wayback Machine.]               |
| 32.     | Крістіан Дзаккардо  | 27'   | Італія               | 1–1 | 1–1             | США        | 2006, Німеччина                | Перший раунд                | 17 червня 2006 | http://www.fifa.com/worldcup/archive/germany2006/results/matches/match=97410025/report.html [Архівовано 5 березня 2014 у Wayback Machine.]               |
| 33.     | Брент Санчо         | 25'   | Тринідад і Тобаго    | 0–1 | 0–2             | Парагвай   | 2006, Німеччина                | Перший раунд                | 20 червня 2006 | http://www.fifa.com/worldcup/archive/germany2006/results/matches/match=97410036/report.html [Архівовано 27 березня 2013 у Wayback Machine.]              |
| 34.     | Петі                | 60'   | Португалія           | 0–2 | 1–3             | Німеччина  | 2006, Німеччина                | Матч за 3-тє місце          | 8 липня 2006   | http://www.fifa.com/worldcup/archive/germany2006/results/matches/match=97410063/report.html [Архівовано 27 січня 2013 у Wayback Machine.]                |
| 35.     | Даніель Аггер       | 46'   | Данія                | 0–1 | 0–2             | Нідерланди | 2010, ПАР                      | Перший раунд                | 14 червня 2010 | http://www.fifa.com/worldcup/archive/southafrica2010/matches/round=249722/match=300061478/report.html [Архівовано 18 березня 2013 у Wayback Machine.]    |
| 36.     | Пак Чу Йон          | 17'   | Південна Корея       | 0–1 | 1–4             | Аргентина  | 2010, ПАР                      | Перший раунд                | 17 червня 2010 | http://www.fifa.com/worldcup/archive/southafrica2010/matches/round=249722/match=300061458/report.html [Архівовано 22 січня 2013 у Wayback Machine.]      |
| 37.     | Марсело             | 11'   | Бразилія             | 0–1 | 3–1             | Хорватія   | 2014, Бразилія                 | Перший раунд                | 12 червня 2014 | http://resources.fifa.com/mm/document/tournament/competition/02/36/92/26/eng_01_0612_bra-cro_fulltime.pdf [Архівовано 29 червня 2014 у Wayback Machine.] |
| 38.     | Ноель Вальядарес    | 48'   | Гондурас             | 0–2 | 0–3             | Франція    | 2014, Бразилія                 | Перший раунд                | 15 червня 2014 | http://resources.fifa.com/mm/document/tournament/competition/02/37/28/99/eng_10_0615_fra-hon_fulltime.pdf [Архівовано 30 червня 2014 у Wayback Machine.] |
| 39.     | Сеад Колашинаць     | 3'    | Боснія і Герцеговина | 0–1 | 1–2             | Аргентина  | 2014, Бразилія                 | Перший раунд                | 15 червня 2014 | http://resources.fifa.com/mm/document/tournament/competition/02/37/31/92/eng_11_0615_arg-bih_fulltime.pdf [Архівовано 2 липня 2014 у Wayback Machine.]   |
| 40.     | Джон Боє            | 31'   | Гана                 | 0–1 | 1–2             | Португалія | 2014, Бразилія                 | Перший раунд                | 26 червня 2014 | Протокол(англ.) |
| 41.     | Джозеф Йобо         | 90+2' | Нігерія              | 0–2 | 0–2             | Франція    | 2014, Бразилія                 | 1/8 фіналу                  | 30 червня 2014 | http://www.fifa.com/worldcup/matches/round=255951/match=300186462/report.html [Архівовано 4 березня 2016 у Wayback Machine.]                             |
| 42.     | Азіз Бугаддуз       | 90+5' | Марокко              | 0–1 | 0–1             | Іран       | 2018, Росія                    | Перший раунд                | 15 червня 2018 | https://www.fifa.com/worldcup/matches/match/300331526/ [Архівовано 26 червня 2018 у Wayback Machine.]                                                    |
| 43.     | Азіз Бегич          | 81'   | Австралія            | 1–2 | 1–2             | Франція    | 2018, Росія                    | Перший раунд                | 16 червня 2018 | https://www.fifa.com/worldcup/matches/match/300331533/ [Архівовано 24 червня 2018 у Wayback Machine.]                                                    |
| 44.     | Огенекаро Етебо     | 32'   | Нігерія              | 0–1 | 0–2             | Хорватія   | 2018, Росія                    | Перший раунд                | 16 червня 2018 | https://www.fifa.com/worldcup/matches/match/300331523/ [Архівовано 4 липня 2018 у Wayback Machine.]                                                      |
| 45.     | Тьяго Цьонек        | 37'   | Польща               | 0–1 | 1–2             | Сенегал    | 2018, Росія                    | Перший раунд                | 19 червня 2018 | https://www.fifa.com/worldcup/matches/match/300331545/ [Архівовано 24 грудня 2018 у Wayback Machine.]                                                    |
| 46.     | Ахмед Фатхі         | 47'   | Єгипет               | 0–1 | 1–3             | Росія      | 2018, Росія                    | Перший раунд                | 19 червня 2018 | https://www.fifa.com/worldcup/matches/match/300331495/ [Архівовано 26 червня 2018 у Wayback Machine.]                                                    |
| 47.     | Денис Черишев       | 23'   | Росія                | 0–2 | 0–3             | Уругвай    | 2018, Росія                    | Перший раунд                | 25 червня 2018 | https://www.fifa.com/worldcup/matches/match/300331516/ [Архівовано 26 червня 2018 у Wayback Machine.]                                                    |
| 48.     | Едсон Альварес      | 74'   | Мексика              | 0–3 | 0–3             | Швеція     | 2018, Росія                    | Перший раунд                | 27 червня 2018 | https://www.fifa.com/worldcup/matches/match/300331548/ [Архівовано 24 грудня 2018 у Wayback Machine.]                                                    |
| 49.     | Янн Зоммер          | 90+3' | Швейцарія            | 2–2 | 2–2             | Коста-Рика | 2018, Росія                    | Перший раунд                | 27 червня 2018 | https://www.fifa.com/worldcup/matches/match/300331534/ [Архівовано 24 грудня 2018 у Wayback Machine.]                                                    |